# Stazione di Patti-San Piero Patti
La stazione di Patti-San Piero Patti è una stazione ferroviaria posta sulla Palermo-Messina e al servizio dei centri abitati di Patti e San Piero Patti.

## Storia
La stazione, in origine denominata semplicemente "Patti", entrò in servizio il 25 maggio 1892, insieme al tratto Oliveri-Patti della ferrovia Palermo-Messina, costruito dalla Società per le strade ferrate della Sicilia detta anche Rete Sicula. Al momento dell'apertura, la stazione era provvista di piano caricatore, magazzino merci e ponte a bilico e, per i primi tempi, era abilitata al solo servizio viaggiatori, bagagli e merci a grande velocità in collegamento con le altre stazioni della Rete Sicula fino ad allora esistenti.
La stazione assunse il nome attuale nel 1962.
Lo scalo merci, è stato soppresso, come avvenne in tantissime altre stazioni a causa dei mutati orientamenti delle Ferrovie dello Stato a partire dagli anni ottanta. Dopo l'intervento di ristrutturazione eseguito da RFI nel 2009, la stazione è stata completamente rinnovata nelle strutture e nell'estetica. Demolite alcune vecchie strutture situate al lato del fabbricato principale, sono state costruite due nuovi edifici da adibire a sale d'attesa per i passeggeri e servizi.

## Strutture e impianti
La stazione è situata nel Comune di Patti. Il fabbricato principale della stazione, a due elevazioni, ospita il servizio biglietteria e il bar tabacchi. Risultano chiusi e inutilizzati tutti gli altri locali un tempo adibiti a sale d'attesa e sale tecniche riservate al personale e alla direzione movimento della stazione. Inutilizzato anche il piano superiore dove un tempo alloggiava il capostazione. Chiuse anche le nuove strutture: pertanto la stazione è al momento sprovvista di sale d'attesa e dei servizi igienici. La stazione è dotata di un sottopassaggio e tutti i binari sono dotati di moderne pensiline per l'attesa e di schermi elettronici per le informazioni.
Il piano del ferro della stazione è composto da 5 binari tutti utilizzati a servizio viaggiatori.
L'impianto, è dotato, inoltre, di un binario tronco, lato Messina utilizzato solo per manovre e per lo stazionamento di mezzi d'opera.

## Movimento
La stazione svolge solo servizio viaggiatori.

## Servizi

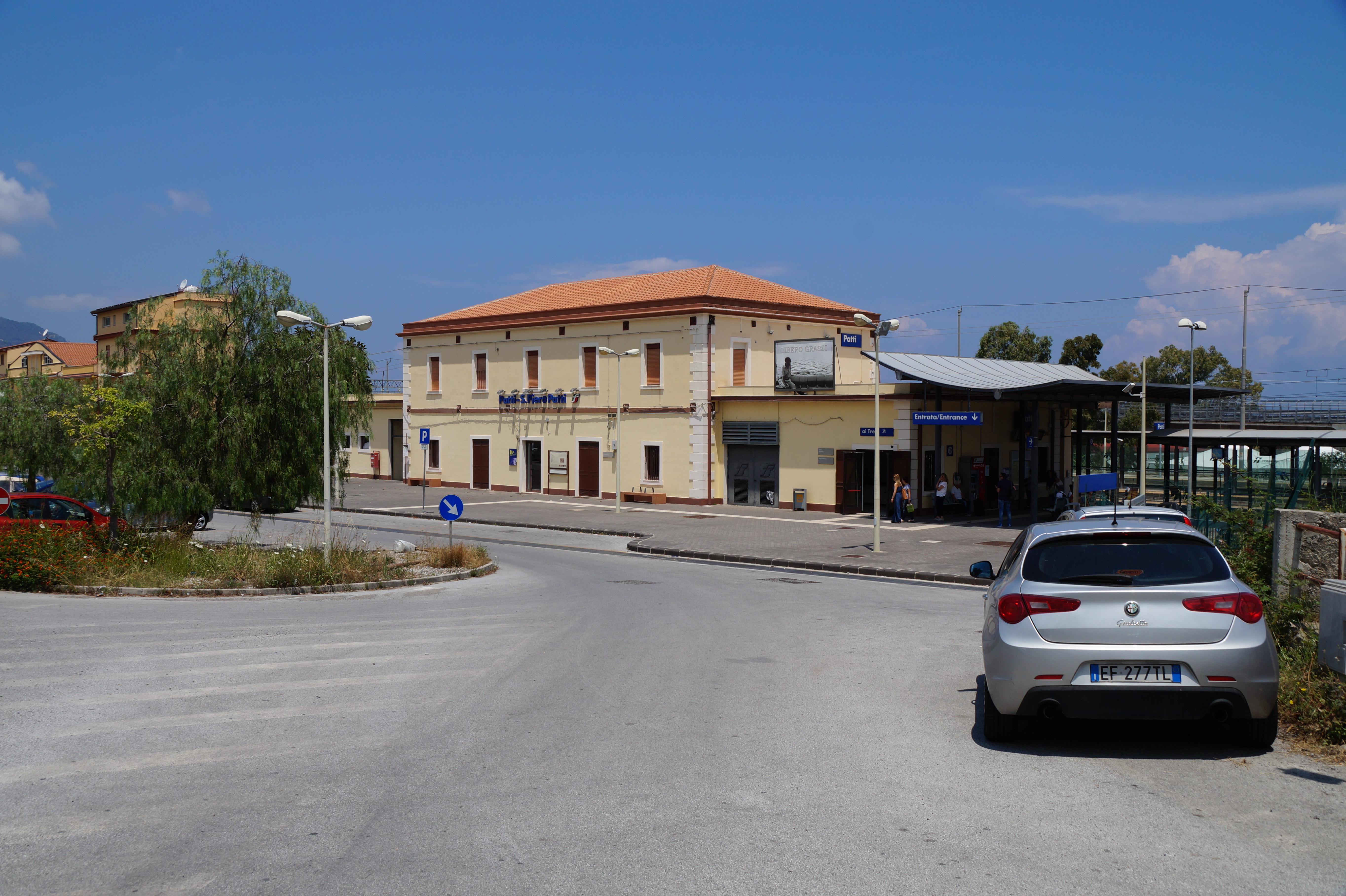
Piazzale e Fabbricato Viaggiatori

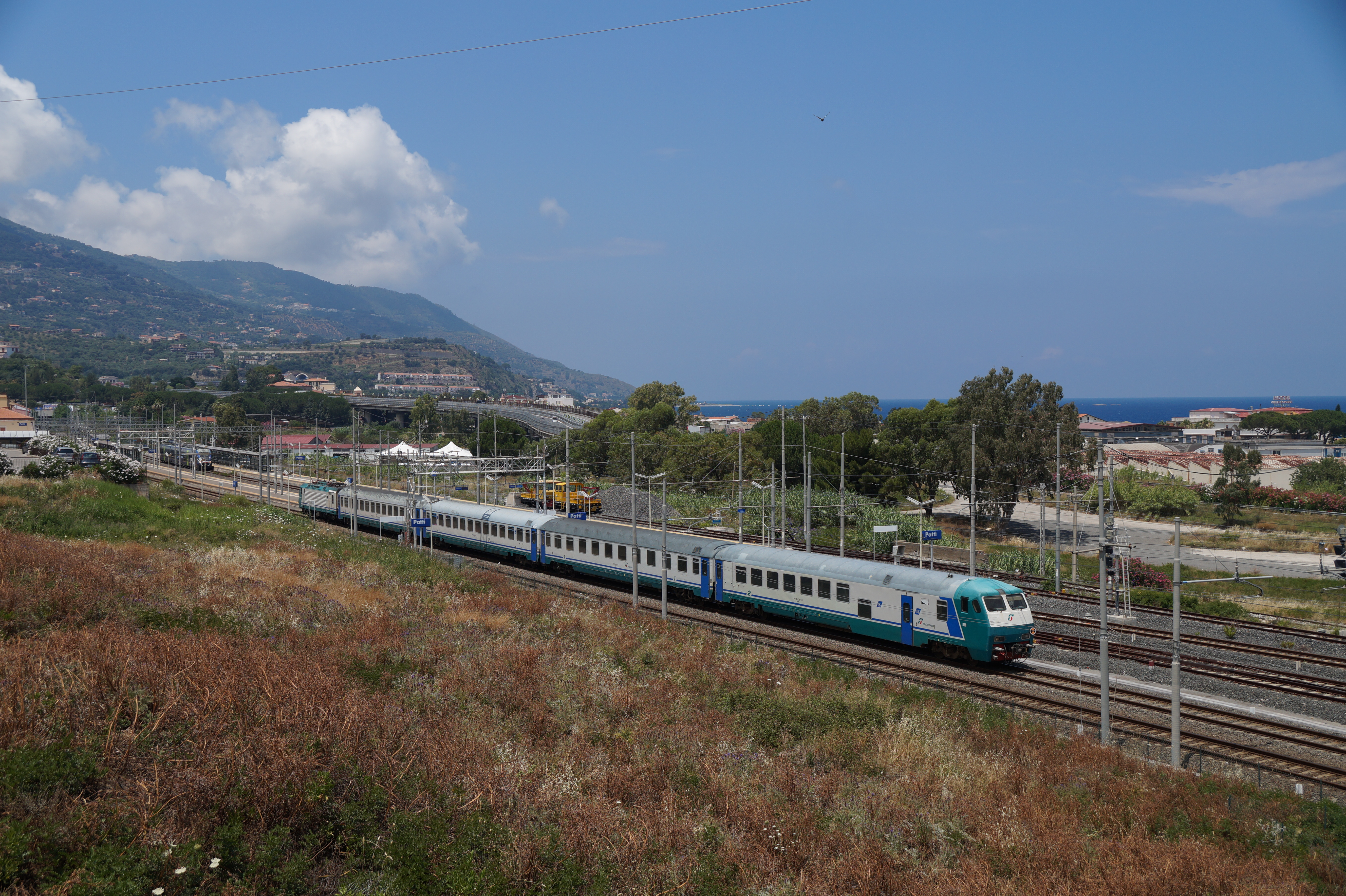
Treno Regionale uscito dalla stazione in corsa verso Messina

- Biglietteria a sportello
- Bar

## Interscambi
- Fermata autobus
- Stazione taxi